# XVI Premis de la Unión de Actores
La XVI edició dels Premis de la Unión de Actores, corresponents a l'any 2006, concedits pel sindicat d'actors Unión de Actores y Actrices, va tenir lloc el 12 de febrer de 2007 al Palacio de Congresos (Campo de las Naciones). La gala dirigida per Mariano de Paco amb guió d'Ignacio García May, Ainhoa Amestoy i el propi Mariano de Paco. Aquest cop no hi haurà un conductor/a de la cerimònia sinó que nominats i premiats portaran el pes del discurs d'aquesta. Hi van assistir el Director General del Llibre, Arxius i Biblioteques, Rogelio Blanco; el jutge Baltasar Garzón i la Regidora de les Arts de l'Ajuntament de Madrid, Alicia Moreno.

## Candidatures

### Premi a Tota una vida
- Núria Espert

### Premi Especial
- Llibreria "Ocho y Medio"

### Cinema

#### Millor actriu protagonista
| Actriu        | Pel·lícula             | Resultat   |
| ------------- | ---------------------- | ---------- |
| Penélope Cruz | Volver                 | Guanyadora |
| Marta Etura   | AzulOscuroCasiNegro    | Candidata  |
| Maribel Verdú | El laberinto del fauno | Candidata  |

#### Millor actor protagonista
| Actor               | Pel·lícula             | Resultat  |
| ------------------- | ---------------------- | --------- |
| Daniel Brühl        | Salvador               | Candidat  |
| Juan Diego          | Vete de mí             | Guanyador |
| Sergi López i Ayats | El laberinto del fauno | Candidat  |

#### Millor actriu secundària
| actriu          | Pel·lícula | Resultat   |
| --------------- | ---------- | ---------- |
| Lola Dueñas     | Volver     | Candidata  |
| Carmen Maura    | Volver     | Candidata  |
| Blanca Portillo | Volver     | Guanyadora |

#### Millor actor secundari
| Actor               | Pel·lícula          | Resultat  |
| ------------------- | ------------------- | --------- |
| Juan Diego Botto    | Vete de mí          | Candidat  |
| Héctor Colomé       | AzulOscuroCasiNegro | Candidat  |
| Antonio de la Torre | AzulOscuroCasiNegro | Guanyador |

#### Millor actriu de repartiment
| Actriu         | Pel·lícula          | Resultat   |
| -------------- | ------------------- | ---------- |
| Chus Lampreave | Volver              | Guanyadora |
| Íngrid Rubio   | Salvador            | Candidata  |
| Ana Wagener    | AzulOscuroCasiNegro | Candidata  |

#### Millor actor de repartiment
| Actor            | Pel·lícula                | Resultat  |
| ---------------- | ------------------------- | --------- |
| Javier Cámara    | Alatriste                 | Candidat  |
| Roberto Enríquez | Los Borgia                | Candidat  |
| Manuel Morón     | La noche de los girasoles | Guanyador |

#### Millor actriu revelació
| Actriu           | Pel·lícula             | Resultat   |
| ---------------- | ---------------------- | ---------- |
| Ivana Baquero    | El laberinto del fauno | Guanyadora |
| Verónica Echegui | Jo sóc la Juani        | Candidata  |
| Belén López      | La distancia           | Candidata  |

#### Millor actor revelació
| Actor          | Pel·lícula          | Resultat  |
| -------------- | ------------------- | --------- |
| Raúl Arévalo   | AzulOscuroCasiNegro | Guanyador |
| Javier Cifrián | El Próximo Oriente  | Candidat  |
| Quim Gutiérrez | AzulOscuroCasiNegro | Candidat  |

### Televisió

#### Millor actriu protagonista
| Actriu           | Sèrie de televisió        | Resultat   |
| ---------------- | ------------------------- | ---------- |
| Chiqui Fernández | Mujeres                   | Guanyadora |
| Ruth Núñez       | Yo soy Bea                | Candidata  |
| Ana Otero        | Amar en tiempos revueltos | Candidata  |

#### Millor actor protagonista
| Actor         | Sèrie de televisió     | Resultat  |
| ------------- | ---------------------- | --------- |
| Imanol Arias  | Cuéntame cómo pasó     | Candidat  |
| José Luis Gil | Aquí no hay quien viva | Guanyador |
| Paco Tous     | Los hombres de Paco    | Candidat  |

#### Millor actriu secundària
| actriu        | Sèrie de televisió | Resultat   |
| ------------- | ------------------ | ---------- |
| Inma Cuevas   | Mujeres            | Guanyadora |
| Ana Goya      | Agitación + IVA    | Candidata  |
| Teresa Lozano | Mujeres            | Candidata  |

#### Millor actor secundari
| Actor         | Sèrie de televisió | Resultat  |
| ------------- | ------------------ | --------- |
| Roberto Cairo | Cuéntame cómo pasó | Candidat  |
| Patxi Freytez | El Comisario       | Candidat  |
| Mariano Peña  | Aída               | Guanyador |

#### Millor actriu de repartiment
| actriu          | Sèrie de televisió | Resultat   |
| --------------- | ------------------ | ---------- |
| Isabel Brazales | Aída               | Candidata  |
| Gracia Olayo    | Mujeres            | Guanyadora |
| Lluvia Rojo     | Cuéntame cómo pasó | Candidata  |

#### Millor actor de repartiment
| Actor            | Sèrie de televisió | Resultat  |
| ---------------- | ------------------ | --------- |
| Víctor Clavijo   | Mujeres            | Guanyador |
| Joaquín Climent  | El comisario       | Candidat  |
| Quique Hernández | Vientos de agua    | Candidat  |

### Teatre

#### Millor actriu protagonista
| Actriu             | Obra de teatre            | Resultat   |
| ------------------ | ------------------------- | ---------- |
| Montserrat Carulla | Barcelona, mapa d'ombres  | Candidata  |
| Cristina Marcos    | El método Grönholm        | Guanyadora |
| Julieta Serrano    | Así es (si así os parece) | Candidata  |

#### Millor actor protagonista
| Actor            | Obra de teatre            | Resultat  |
| ---------------- | ------------------------- | --------- |
| Vicente Colomar  | El maestro de danzar      | Candidat  |
| Carlos Hipólito  | El método Grönholm        | Guanyador |
| Rubén Ochandiano | Así es (si así os parece) | Candidat  |

#### Millor actriu secundària
| actriu        | Obra de teatre            | Resultat   |
| ------------- | ------------------------- | ---------- |
| Berta Gómez   | Sálvese quien pueda       | Candidata  |
| Mélida Molina | Así es (si así os parece) | Guanyadora |
| Maya Reyes    | El maestro de danzar      | Candidata  |

#### Millor actor secundari
| Actor           | Obra de teatre            | Resultat  |
| --------------- | ------------------------- | --------- |
| Manuel Aguilar  | El mágico prodigioso      | Candidat  |
| Jorge Calvo     | Así es (si así os parece) | Guanyador |
| Miguel del Arco | Los Productores           | Candidat  |

#### Millor actriu de repartiment
| actriu            | Obra de teatre               | Resultat   |
| ----------------- | ---------------------------- | ---------- |
| Arantxa Aranguren | Así es (si así os parece)    | Guanyadora |
| Ione Irazabal     | Don Gil de las calzas verdes | Candidata  |
| Gemma Solé        | El maestro de danzar         | Candidata  |

#### Millor actor de repartiment
| Actor                  | Obra de teatre            | Resultat  |
| ---------------------- | ------------------------- | --------- |
| Rafael Ramos de Castro | El maestro de danzar      | Candidat  |
| Eleazar Ortiz          | El mètode Grönholm        | Guanyador |
| Aitor Tejada           | La bona persona de Sezuan | Candidat  |